# Belagerung von Žepa

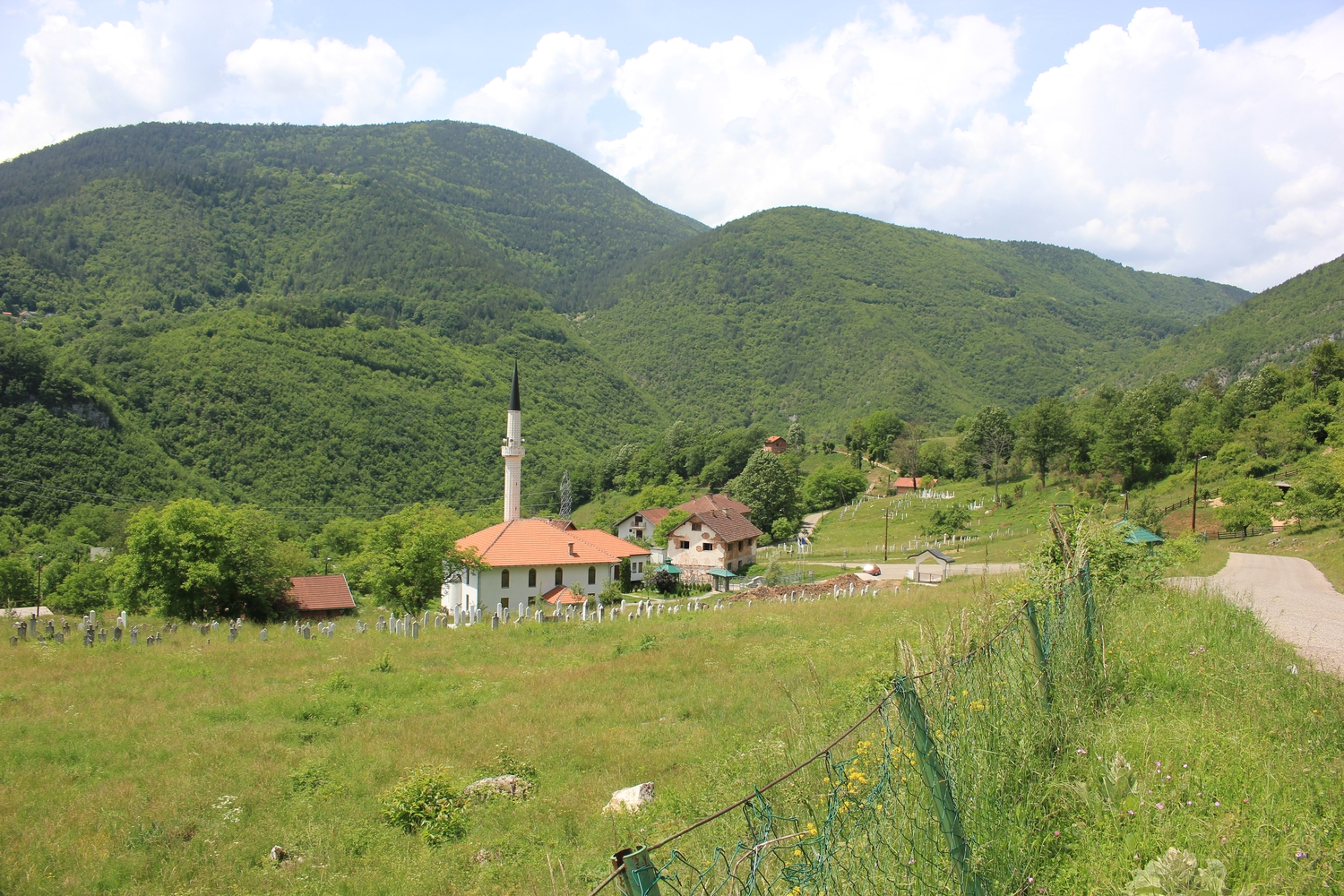
Überblick über den Ort Žepa (2018)

Die Belagerung von Žepa (serbokroatisch Opsada Žepe Опсада Жепe) war eine dreijährige Belagerung des kleinen bosnischen Ortes Žepa, die vom Sommer 1992 bis Juli 1995 während des Bosnienkrieges dauerte. Der Ort wurde zunächst von der Jugoslawischen Volksarmee (JNA) belagert, anschließend von der Vojska Republike Srpske (VRS). Während der gesamten Belagerung war Žepa Teil der Verbindung Srebrenica–Žepa im Osten Bosniens. Von April 1992 bis Februar 1993 widersetzten sich die bosnischen Streitkräfte und die Zivilisten von Žepa erfolgreich der bosnisch-serbischen Armee, da sie die Taktik von Guerillakriegen anwendeten.

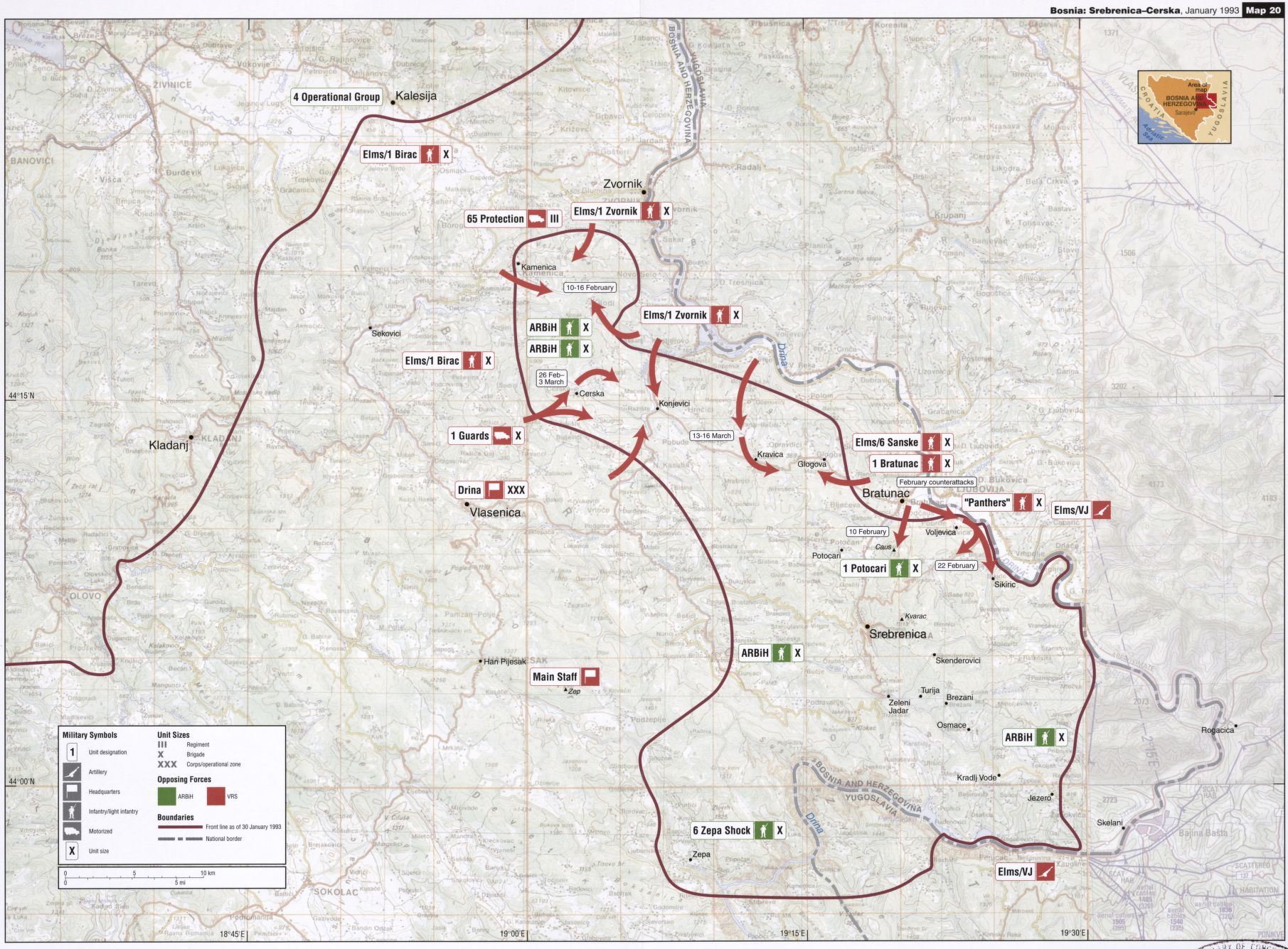
Enklave Srebrenica-Žepa im Januar 1993

Im März 1993 befahl VRS-General Ratko Mladić jedoch den bosnisch-serbischen Streitkräften, die die Stadt belagerten, einen groß angelegten Gegenangriff zu starten. Der Angriff führte dazu, dass die bosnischen Serben 80 Prozent des Territoriums der Enklave Srebrenica eroberten, die einst von der 28. Division der ARBiH gehalten wurde. Aufgrund dieses Angriffs wurde Žepa von Srebrenica getrennt und war nunmehr eine Enklave für sich.
Am 16. April 1993 wurde die Enklave Srebrenica in der Resolution des Sicherheitsrates der Vereinten Nationen 819 zur UN-Schutzzone erklärt. Am 6. Mai 1993 machte die Resolution 824 des Sicherheitsrates der Vereinten Nationen Žepa und andere Orte zu UN-Schutzzonen und stellte diese unter den Schutz von nur 79 ukrainischen Friedenstruppen.
Am 25. Juli 1995 starteten die bosnischen Serben unter dem Kommando von General Ratko Mladić und Zdravko Tolimir eine Offensive gegen die 285. leichte Bergbrigade unter dem Kommando von Avdo Palić, 14 Tage nach dem Fall von Srebrenica. Die Offensive wurde Operation Stupčanica 95 genannt (serbisch-kroatisch: Операција Ступчаницa 95, Operacija Stupčanica 95).

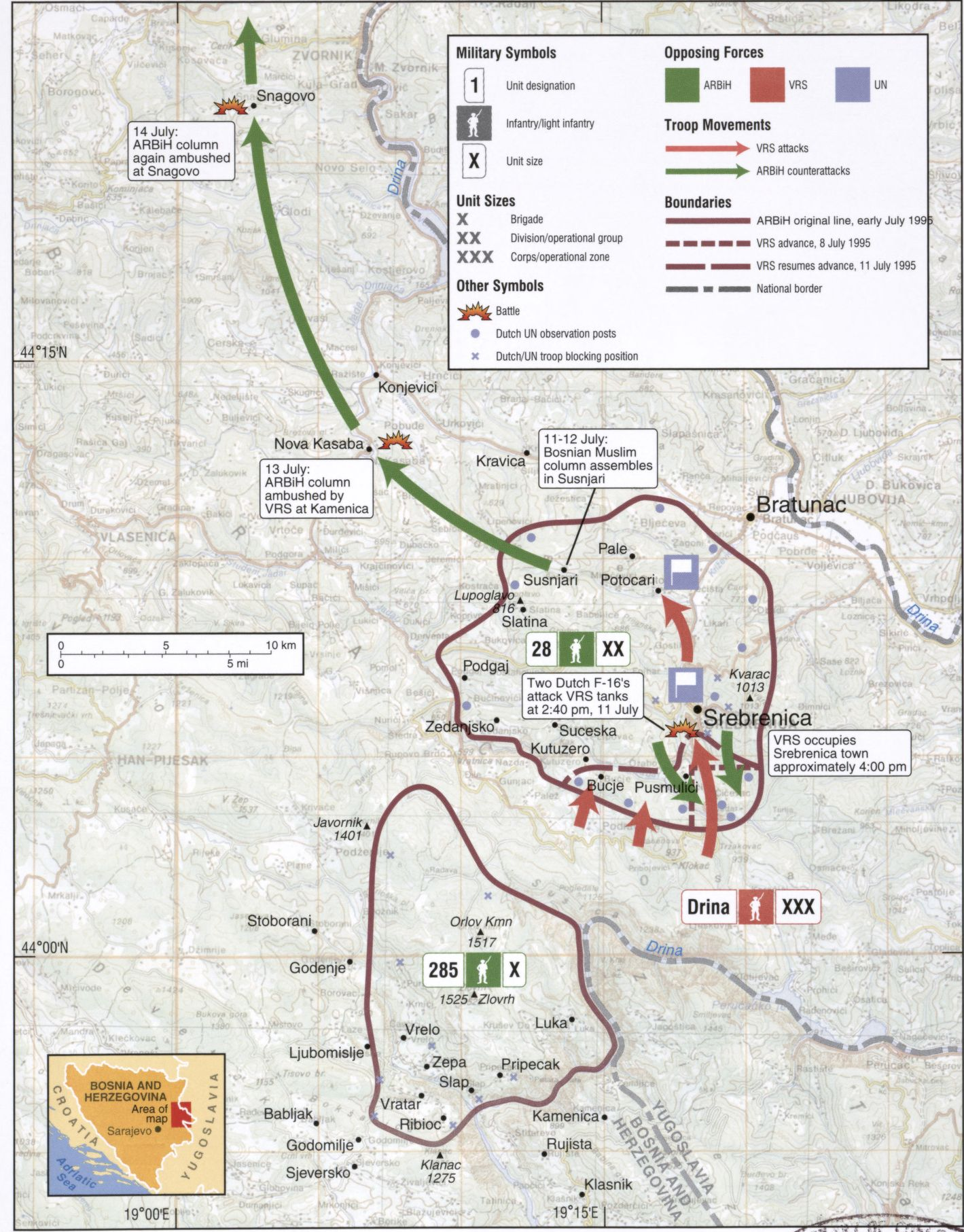
Situation der beiden Enklaven im Juli 1995

Anders als in Srebrenica sicherte der Kommandant der Friedenstruppe, der ukrainische Offizier Mykola Verkhokhliad in Verhandlungen mit General Mladić die Evakuierung von Zivilisten aus Žepa im UN-Konvoi. Verkhohlyad erlaubte nicht, dass sie von Mladić-Truppen übernommen wurden, die bei der Rettung von über 10.000 bosnischen Zivilisten halfen.
Die NATO-Bombenangriffe zielten weiterhin auf bosnisch-serbische Positionen aufgrund der ständigen Angriffe auf Sarajevo und des Falls der UN-Schutzzonen von Srebrenica und Žepa ab. Die Bombenangriffe würden erst am 20. September 1995 enden und dazu beitragen, die Verhandlungen zum Dayton-Abkommen zu beginnen.